# Ilex parvifructa
Ilex parvifructa är en järneksväxtart som beskrevs av Edwin. Ilex parvifructa ingår i släktet järnekar, och familjen järneksväxter. Inga underarter finns listade i Catalogue of Life.